# Pfiffelbach
Pfiffelbach – dzielnica gminy Ilmtal-Weinstraße w Niemczech, w kraju związkowym Turyngia, w powiecie Weimarer Land. Do 30 grudnia 2013 samodzielna gmina i zarazem siedziba wspólnoty administracyjnej Ilmtal-Weinstraße.